# Phoenix Wright
Phoenix Wright (成歩堂 龍一?, Naruhodō Ryūichi) è un personaggio della serie di videogiochi Ace Attorney. Appare per la prima volta nel videogioco Phoenix Wright: Ace Attorney. È protagonista di quattro titoli della serie. Oltre ad essere il personaggio principale dei primi tre videogiochi e del settimo capitolo, Phoenix è inoltre presente in Apollo Justice: Ace Attorney e in Il professor Layton vs Phoenix Wright: Ace Attorney.
Avvocato e allievo di Mia Fey, è affezionato al suo distintivo. Durante il secondo titolo riceve da Maya Fey un Magatama che lo aiuterà a rompere i "lucchetti psichici". I suoi segni particolari sono i capelli tirati all'indietro con il gel e una classica giacca blu. Il suo nome è un gioco di parole tra phoenix (fenice) e right (diritto, giusto).
Le esclamazioni tipiche di Phoenix Wright sono "Obiezione!" (異議あり！?, Igiari), "Un attimo!" (待った！?, Matta) ed "Ecco!" (くらえ！?, Kurae).
Phoenix Wright compare inoltre nel videogioco Ultimate Marvel vs. Capcom 3. In questo titolo può inoltre assumere un abbigliamento simile a quello di Sissel, protagonista di Ghost Trick: Detective fantasma.

## Gioventù
In quarta elementare è compagno di Miles Edgeworth e Larry Butz. I tre fanno amicizia dopo che il giovane Edgeworth subisce un piccolo furto da parte di Larry e l'intera classe, compresa l'insegnante, sospettano di Phoenix. Edgeworth, figlio dell'avvocato Gregory, difende Wright sostenendo che non esistono prove che accusino il ragazzo. Il comportamento di Edgeworth è una delle molle che ha spinto Phoenix a diventare un legale.
Quando s'iscrive alla Università Lupios opta tuttavia per la facoltà di arte. Durante i suoi studi viene accusato dell'omicidio di Doug Swallow, ex fidanzato della sua compagna, Dahlia Hawthorne. Mia Fey, al suo secondo processo, riesce a scagionare il suo cliente, che decide d'iscriversi alla facoltà di legge.

## Primi processi
Una volta diventato un legale, il sogno di Phoenix è quello d'incontrare Edgeworth, che nel frattempo è diventato procuratore, in un'aula di tribunale. Tuttavia prima dovrà aiutare Larry, imputato della morte della sua compagna. Nel suo primo processo sarà guidato dal suo mentore, Mia Fey.
Circa un mese dopo Mia viene assassinata e la colpa ricade sulla sorella minore, Maya Fey. Dopo aver tentato invano di convincere un vecchio amico di Mia, Marvin Grossberg, ad assumersi il caso, Phoenix decide di difendere la ragazza. Una volta dimostrata l'innocenza di Maya, contro un fino a quel momento imbattuto Miles Edgeworth, la giovane cederà a Phoenix lo studio legale di Mia, che cambierà il nome da "Fey & Co." in "Wright & Co.".

## Carriera legale
Nel corso della sua carriera legale risolve numerosi casi di omicidio, riuscendo sempre a difendere il suo cliente, anche di fronte alla famigerata famiglia di procuratori "von Karma". Risolve anche il mistero sulla morte del padre di Miles Edgeworth, intrappolato durante un terremoto nell'ascensore del tribunale, insieme al figlio e ad un ufficiale. Tra i suoi clienti figurano le star televisive Will Powers, Matt Engarde, Zak Gramarye, il procuratore capo Lana Skye, oltre che lo stesso Edgeworth.
Uno degli strumenti su cui può contare è il suo Magatama: donatogli come portafortuna da Maya quando, per la seconda volta, si ritrova imputata in un caso di omicidio. Grazie all'aiuto della cugina di Maya, Pearl Fey, Phoenix scopre l'esistenza dei "lucchetti psichici". Essi indicano che la persona interrogata nasconde dei segreti. Tramite l'acquisizione di prove Phoenix potrà romperli e farsi rivelare la verità dall'interlocutore.

## Declino
Due mesi dopo aver battuto in tribunale anche il misterioso procuratore Godot e avendo portato alla luce i legami tra le famiglie Hawthorne e Fey, Phoenix accetta il caso del mago Shadi Enigmar, meglio conosciuto come Zak Gramarye. La vittima è suo suocero, Magnifi Gramarye. Wright è impreparato poiché la decisione di Shadi è stata presa il giorno prima, durante una partita a poker. A causa di una prova falsa presentata dall'avvocato, il destino di Enigmar sembra segnato, tuttavia l'imputato sparisce un attimo prima del verdetto. Il pubblico ministero Klavier Gavin non esce vincitore dal processo, ma a Wright viene requisito il suo distintivo.

## Carriera come pianista
Nei sette anni successivi Phoenix viene assunto come pianista nel ristorante russo "Club della Barbabietola". In realtà Wright, non essendo in grado di suonare il piano, copre la sua identità di imbattibile giocatore di poker. Tuttavia viene accusato di essere un baro e un assassino quando denuncia la morte di Shadi Smith.
Decide quindi di affidarsi ad Apollo Justice, un giovane avvocato che lavora nello studio legale di Kristoph Gavin, fratello di Klavier. Una volta tornato in libertà assume Apollo nella sua "Agenzia Nuovi Talenti Wright", ribattezzata dalla figlia adottiva Trucy "Agenzia Vattelapesca Wright".
Grazie all'aiuto del ragazzo, a cui rivelerà di essere a capo di una commissione per la prova di un nuovo sistema giuridico, riuscirà a risolvere l'enigma della sparizione di Zak Gramarye.

## Il ritorno in tribunale
Tornato in possesso del suo distintivo di avvocato, Phoenix Wright assume Athena Cykes e torna ad occuparsi di alcuni processi. Nel tentativo di scagionare sia Athena che il procuratore Simon Blackquill dall'accusa di omicidio, si troverà nuovamente ad affrontare Miles Edgeworth all'interno di un'aula di tribunale. Durante un viaggio nel regno di Khura'in, assumerà nuovamente la difesa di Maya Fey affrontando il procuratore Nahyuta Sahdmadhi.